# 白夜追凶 (网络剧)
《白夜追凶》，2017年中国大陆出品的一部悬疑推理网络剧，由优酷、公安部金盾影視文化中心、北京凤仪传媒、五元文化传媒联合出品，并优酷全球首播平台。本剧由王伟执导，指纹及五百编剧，主演潘粤明、王泷正、梁缘、吕晓霖、尹姝贻等。2017年11月被Netflix买下全球播映版权，也是该平台播放的第一部中国大陆地区之网络电视剧。
本剧讲述的是一场灭门惨案，孪生弟弟关宏宇被指控为犯罪嫌疑人，长丰支队刑侦队长关宏峰为洗脱弟弟关宏宇的杀人罪名，在辞去支队刑侦队长职务之后，又被返聘成为支队的顾问，并在此过程中与弟弟关宏宇两人以关宏峰身份交替出入刑侦大队，并一路破获多起案件的故事。

### 主要演员
| 演员   | 角色   | 介绍 |
| 潘粤明 | 关宏峰 | 39岁，老刑侦警察，前刑侦支队队长，犯罪嫌疑人关宏宇的双胞胎哥哥。 为人严肃，心思缜密，性格沉稳，工作严谨，正义感强，有着极为丰富的刑侦经验，因弟弟关宏宇一案离开警队，受周巡之邀，作为顾问到警队协助办案，想借机查清关宏宇所涉疑案。因黑夜恐惧症只能与弟弟不停倒换身份。               |
| 潘粤明 | 关宏宇 | 39岁，武警，灭门惨案的犯罪嫌疑人，关宏峰的双胞胎弟弟，法医高亚楠的男朋友。 性格活泼，不拘小节，喜欢调侃，身手矫健。因被当做杀人嫌犯通缉，白天只能生活在黑暗之中，当夜幕降临，他则与患有“黑夜恐惧症”的哥哥关宏峰互换身份，出现在众人面前。                                             |
| 王泷正 | 周巡   | 刑侦支队队长。 痞气十足，表面大大咧咧实则心思缜密，跟关宏峰亦敌亦友。在办案现场，仅凭案发现场留下的蛛丝马迹就能够推断出犯罪嫌疑人的形貌体征。在关宏峰辞去支队长职务后，周巡处于破案压力，也为了追寻关宏宇的下落，邀请关宏峰以“编外顾问”的身份参与重案要案的调查，同时处处盯住关宏峰。 |
| 侯雪龙 | 小汪   | 周巡助手。 |
| 梁缘   | 周舒桐 | 22岁，警校毕业的大学生，被分配到刑侦一线进行外勤工作的女刑警。 她有着强烈的学习欲望，是副支队长刘长永的女儿。被周巡安排在关宏峰身边当助手，实则是安插在关宏峰身边的眼线。 |
| 吕晓霖 | 高亚楠 | 一位专业精湛的法医，是关宏宇的女朋友，并怀有关宏宇的孩子。 当关宏宇深陷灭门惨案，她不仅坚信关宏宇的清白，更为其偷案卷、顶撞上级、几度涉险协助兄弟二人互换身份。 |
| 尹姝贻 | 赵茜   | 刑警學院的研究生。 空降警察局技術隊，是周舒桐的師姐，曾經參與過兩次重大案件的破案工作。第4集開始出現。 |
| 凯迪   | 刘音   | 音素酒吧老板娘，帮助关宏峰关宏宇兄弟。 |
| 吴文璟 | 赵鑫诚 | 海港区副支队长。 和周巡同一屆，與周巡能力差不多。第9集開始出現。 |
| 刘柏希 | 韩彬   | 海港区副支队长赵鑫诚带来的顾问，是著名的犯罪剖視專家韓松閣的兒子。 拥有超高的智商，在与关宏峰第一次合作时，与之形成了默契。发现关宏峰关宏宇身份秘密时，不仅没有拆穿，还帮助他们，曾暗中帮助关宏峰杀死了叶方舟和黄山。第9集開始出現。                                                  |

## 播放平台
| 频道    | 所在地   | 播映日期      | 播出时间 | 备注                |
| ------- | -------- | ------------- | -------- | ------------------- |
| 优酷    | 中国大陆 | 2017年8月30日 |          |                     |
| Netflix | 全球     | 2018年        |          | 于2021年3月22日下架 |

## 奖项
- 2018年上海国际电影电视节互联网影视峰会，潘粤明凭借《白夜追凶》获年度实力男演员[3]
- 2018年1月微博之夜，《白夜追凶》获年度热剧，潘粤明获年度最美表演、年度实力演员[4]
- 第4届豆瓣电影年度榜单（2017） 评分最高的大陆网络剧集